# Institut d'administration des entreprises de Dijon
L'IAE Dijon est une école universitaire de management située à Dijon, la préfecture de la Côte-d'Or. Il s'agit d'une composante de l'université de Bourgogne et fait également partie du réseau IAE France.

## Présentation
Fondé en 1955,, l'IAE Dijon propose des formations professionnalisantes tournées vers les métiers de la gestion. Il fait partie d'IAE France, premier réseau français de formation à la gestion, regroupant 33 IAE dans toute la France. Il est par ailleurs membre du Polytechnicum de Bourgogne-Franche-Comté qui fédère les grandes écoles de cette région.
Depuis septembre 2014, l'établissement ne fait plus partie de l'UFR Science économique et gestion de l'uB et est devenu une école universitaire de management. Ce changement de statut lui offre une plus grande autonomie et lui permet de s'assurer une meilleure visibilité vis-à-vis du tissu économique local.
L'institut est situé au Pôle d'économie et gestion (PEG) de Dijon sur le campus de l'université de Bourgogne.

### Historique des directeurs de l'IAE
- Bernard de Montmorillon (1986-1990)
- Marc Filser (1990-1993)
- Martial Chadefaux (1993-1996)
- Samuel Mercier (2007-2011)
- Grégory Wegmann (2011-2015)
- Fabrice Hervé (2015-2020)[8]
- Samuel Mercier (depuis 2020)[9]

## Formations
L'IAE Dijon propose des formations de niveaux bac+3 (licence) à bac+8 (doctorat),.
Certaines de ses formations ont été classées parmi les meilleurs masters universitaires en France par le magazine Capital :
- le Master GRH en 2010[11]
- le Master CCA classé 4e meilleure formation en finance et comptabilité en 2011[12]

### Licences
- Licence Gestion
- Licence professionnelle DISTRISUP Management - Commerce et distribution

### Masters
- Management et administration des entreprises
- International Master in Business Studies
- Comptabilité contrôle audit
- Contrôle de gestion
- Contrôle de gestion des Organisations publiques
- Fiscalité
- Finance
- Gestion des ressources humaines
- Management du tourisme culturel
- Management du tourisme événementiel
- Marketing stratégique et opérationnel
- Management stratégique de la distribution
- Recherche et conseil en sciences de gestion

### Doctorat
- Programme doctoral en sciences de gestion

## Partenariats
L'IAE Dijon a développé des partenariats avec différents organismes privés ou publics, parmi les plus récents : 
- Air France en 2018[13]
- Association finances gestion évaluation des collectivités territoriales (AFIGESE) en 2018[14]

## Recherche
Les enseignants-chercheurs de l'IAE Dijon sont rattachés au Centre de recherche en gestion des organisations (CREGO) qui est une équipe d'accueil (EA 7317) membre de l'École doctorale Droit, gestion, sciences économiques et politiques (ED 593) de la COMUE Université Bourgogne - Franche-Comté.
En 2015, ce laboratoire comprend 88 membres dont 27 doctorants.
Le CREGO a la particularité de bénéficier de la tutelle de trois établissements différents : l'université de Bourgogne, l'université de Franche-Comté et l'université de Haute-Alsace.

### Historique des directeurs du CREGO
- Marc Filser (2014-2019)
- Angèle Renaud (depuis 2019)[18]

## Personnalités liées

### Enseignants-chercheurs
- Gérard Charreaux, désigné par L'Expansion comme enseignant le plus réputé de France en finance d'entreprise en 1998[19]
- Marc Filser, désigné par L'Expansion comme enseignant le plus réputé de France en marketing en 1998[19]
- Bernard de Montmorillon, président de l'université Paris-Dauphine de 1999 à 2007